# Чемпионат Африки по волейболу среди женщин 2017
18-й чемпионат Африки по волейболу среди женщин прошёл с 7 по 14 октября 2017 года в Яунде (Камерун) с участием 9 национальных сборных команд. Чемпионский титул впервые выиграла сборная Камеруна.
Чемпионат одновременно являлся и финальной стадией африканского отборочного турнира чемпионата мира 2018. Путёвки на мировое первенство выиграли две лучшие команды — Камерун и Кения.
На церемонии награждения присутствовали премьер-министр Камеруна Филемон Янг, министры правительства Камеруна, президент Африканской конфедерации волейбола Амр Элвани и другие. Представители команды-победительницы были удостоены рыцарской степени ордена Доблести. 

## Команды-участницы
- Камерун — команда страны-организатора.
- Тунис, Сенегал, Нигерия, ДР Конго, Кения, Египет, Ботсвана — по итогам квалификации.
- Алжир — по мировому рейтингу (как лучшая африканская сборная из числа не прошедших квалификацию).

## Квалификация
В качестве квалификации был использован предварительный этап отборочного турнира чемпионата мира 2018, прошедших в рамках 7 зон, на которые разделена Африканская конфедерация волейбола. По его итогам путёвки на чемпионат Африки (одновременно на финальный этап мировой квалификации) получили 10 команд, из которых три — Кабо-Верде, Гана и Мозамбик — впоследствии отказались от участия. 

## Система проведения чемпионата
9 команд-участниц на предварительном этапе разбиты на две группы. Первичным критерием при распределении мест в группах являлось общее число побед, затем количество набранных очков, соотношение партий, соотношение игровых очков, результаты личных встреч. За победы со счётом 3:0 и 3:1 команды получали по 3 очка, за победы 3:2 — по 2 очка, за поражение 2:3 — по 1 очку, за поражения 1:3 и 0:3 очки не начислялись. По две лучшие команды из групп вышли в полуфинал плей-офф и по системе с выбыванием определили призёров первенства. Итоговые 5—8-е места по той же системе разыграли команды, занявшие в группах 3—4-е места.

## Предварительный этап

### Группа А
| М | Команда  | 1   | 2   | 3   | 4   | И | В | П | С/П | О |
| - | -------- | --- | --- | --- | --- | - | - | - | --- | - |
| 1 | Камерун  |     | 3:1 | 3:1 | 3:0 | 3 | 3 | 0 | 9:2 | 9 |
| 2 | Египет   | 1:3 |     | 3:0 | 3:0 | 3 | 2 | 1 | 7:3 | 6 |
| 3 | Алжир    | 1:3 | 0:3 |     | 3:2 | 3 | 1 | 2 | 4:8 | 2 |
| 4 | Ботсвана | 0:3 | 0:3 | 2:3 |     | 3 | 0 | 3 | 2:9 | 1 |

7 октября: Камерун — Ботсвана 3:0 (25:22, 25:11, 25:17).
8 октября: Египет — Алжир 3:0 (25:12, 25:17, 25:14).
9 октября: Камерун — Алжир 3:1 (25:20, 25:9, 17:25, 25:10).
10 октября: Египет — Ботсвана 3:0 (25:14, 25:18, 25:21).
11 октября: Алжир — Ботсвана 3:2 (14:25, 25:21, 16:25, 25:12, 15:8); Камерун — Египет 3:1 (20:25, 30:28, 25:17, 25:18).

### Группа В
| М | Команда  | 1   | 2   | 3   | 4   | 5   | И | В | П | С/П  | О  |
| - | -------- | --- | --- | --- | --- | --- | - | - | - | ---- | -- |
| 1 | Кения    |     | 3:0 | 3:0 | 3:0 | 3:0 | 4 | 4 | 0 | 12:0 | 12 |
| 2 | Сенегал  | 0:3 |     | 3:0 | 3:0 | 3:0 | 4 | 3 | 1 | 9:3  | 9  |
| 3 | Тунис    | 0:3 | 0:3 |     | 3:0 | 3:0 | 4 | 2 | 2 | 6:6  | 6  |
| 4 | Нигерия  | 0:3 | 0:3 | 0:3 |     | 3:0 | 4 | 1 | 3 | 3:9  | 3  |
| 5 | ДР Конго | 0:3 | 0:3 | 0:3 | 0:3 |     | 4 | 0 | 4 | 0:12 | 0  |

7 октября: Сенегал — ДР Конго 3:1 (25:21, 21:25, 25:21, 25:15); Кения — Нигерия 3:0 (25:16, 25:8, 25:10).
8 октября: Тунис — Нигерия 3:1 (19:25, 25:20, 25:10, 25:11); Кения — Сенегал 3:0 (25:21, 28:26, 25:15).
9 октября: Кения — ДР Конго 3:0 (25:17, 25:15, 25:12); Сенегал — Тунис 3:1 (25:23, 25:19, 18:25, 25:22).
10 октября: Нигерия — ДР Конго 3:0 (25:19, 25:14, 25:15); Кения — Тунис 3:0 (25:17, 25:21, 25:16).
11 октября: Тунис — ДР Конго 3:0 (25:18, 25:14, 25:20); Сенегал — Нигерия 3:0 (25:23, 25:20, 25:20).

## Плей-офф за 5—8 места

### Полуфинал
13 октября
Алжир — Нигерия 3:1 (25:13, 25:11, 22:25, 25:20).
Тунис — Ботсвана 3:0 (25:16, 25:17, 25:14).

### Матч за 7-е место
14 октября
Нигерия — Ботсвана 3:0 (25:18, 25:23, 25:14).

### Матч за 5-е место
14 октября
Тунис — Алжир 3:1 (25:13, 25:21, 23:25, 25:16).

## Плей-офф за 1—4 места

### Полуфинал
13 октября
Кения — Египет 3:0 (25:23, 25:22, 25:19).
Камерун — Сенегал 3:0 (25:19, 25:20, 27:25).

### Матч за 3-е место
14 октября
Египет — Сенегал 3:0 (25:20, 25:19, 25:23).

### Финал
14 октября
Камерун — Кения 3:0 (25:22, 25:19, 29:27).

## Итоги

### Положение команд
| Камерун     |
| Кения       |
| Египет      |
| 4. Сенегал  |
| 5. Тунис    |
| 6. Алжир    |
| 7. Нигерия  |
| 8. Ботсвана |
| 9. ДР Конго |

### Призёры
Камерун: Стефани Фотсо, Кристель Чуджанг, Раиса Насер, Кристель Абоа Мбеза, Кресенс Мома Басоко, Надеж Кулла, Симон Бертрад Бикаталь, Полин Нгон Нтаме, Абдулкарим Фавзия, Мадлен Эсисима, Жулиана Амана, Эмельда Пиата, Одиль Адиана Эстель, Одетт Ахирниди. Тренер — Жан Рене Аконо. 
  Кения: Джейн Вайриму Ваку, Эвелин Макуто, Вайолет Накуто, Леонида Касая, Джанет Ванджа, Триза Атука, Ноэль Мурамби, Мерси Мойм, Брэксайдс Агала, Агрипина Кхаеси, Эммакулате Чемтаи, Эдит Макувулани. Тренер — Джафет Мунала.
  Египет: Айя эль-Шами, Нехаль Ахмед, Нада Корра, Майя Ахмед, Мариам Ахмед, Нахла Абдельфаттах, Шорук Махмуд, Рахма эль-Мохандес, Фарида аль-Аскалани, Нуралла Амин, Доаа эль-Гобаши, Майяр Мохамед, Айя Ахмед, Дана Эмам. Тренер — Магед Мохамед.

### Индивидуальные призы
MVP:  Кресенс Мома Басоко
Лучшая нападающая:  Мерси Мойм
Лучшая блокирующая:  Эдит Макувулани
Лучшая связующая:  Надеж Кулла
Лучшая либеро:  Раиса Насер
Лучшая на подаче:  Айя эль-Шами
Лучшая на приёме:  Фату Ньяне Диук